# Guillem de Barberà
Guillem de Barberà (Reus, segle xiii - Lleida, 1255) va ser bisbe de Lleida entre els anys 1248 i 1255.
L'arxiver reusenc setcentista Saldoni Vilà diu que era un religiós dominic que va ser prior del convent de Santa Caterina de Barcelona i inquisidor de la província eclesiàstica de Tarragona (1235), nomenat per Gregori IX, i company de sant Bernat Calbó. El seu nebot, Ramon de Barberà, va ser Cambrer de Reus
A l'hora d'elegir el nou bisbe de Lleida, no hi va haver acord entre els canonges de Lleida i els de Roda de Ribagorça, a qui pertocava triar-lo. Pere d'Albalat, bisbe de Tarragona; Raimon de Penyafort, O.P.; i Miquel Fabra, O .P., van elegir el dominic prior del convent de Santa Caterina, de Barcelona, Guillem de Barberà, com a nou bisbe de Lleida el 1248.
Va ser un dels jutges encarregats de dirimir el litigi entre Jaume I i el seu primogènit Alfons, en el concili provincial d'Alcanyís l'any 1251. El 1254 acompanyà els exèrcits reials a la conquesta d'Almeria. Donà constitucions al capítol de la catedral de Lleida i celebrà un sínode diocesà per a la reforma del clericat. Sembla que també va treballar per a la construcció de la Seu Vella de Lleida. Va morir el 1255, i fou sepultat al convent de Santa Caterina, a Barcelona